# Свободные французские силы
Свободные французские силы (фр. Forces françaises libres) — вооружённые силы французского патриотического антинацистского и антифашистского движения «Свободная Франция» времён Второй мировой войны.

## История
Свободные французские силы были образованы в июле 1940 года де-юре. Это была французская пехотная бригада. Изначальная численность этих сил составляла 1300 человек из экспедиционного корпуса в Норвегии и Французского легиона. К 8 июля численность сил составляла 1994 человека (из них 101 офицер), к 15 августа выросла до 2721 человека (123 офицера). В составе сил были также авиация и флот: во флоте, которым командовал адмирал Эмиль Муселье, насчитывалось к 15 июля 882 человека (из них 30 офицеров); в авиации с 15 по 30 июня из всего состава около 200 человек отправились добровольцами в Великобританию сражаться против немцев, а к концу года эта цифра выросла до 300 человек.
Боевое крещение Свободные французские силы приняли в сентябре 1940 года в Сенегальской операции, которая завершилась тяжёлым поражением войск союзников. Дальнейшие бои они вели в Габоне и в Эритрее, а затем во время Сирийско-Ливанской операции против французских коллаборационистов, которая продолжалась с июня по июль 1941 года.
Свободные французские силы также принимали участие в боевых действиях против итальянцев в Эритрее и Эфиопии.
Первой боевой операций сил Свободных французских сил в Северной Африке стала битва при Куфре в Феццане, продолжавшаяся с 31 января по 1 марта 1941 года. Но наиболее важным сражением Свободных французских сил стала битва при Бир Хакейме, которая продолжалась в Ливии с 26 мая по 11 июня 1942 года.
В марте 1942 года комитет «Сражающаяся Франция» обратился к властям Советского Союза с предложением направить в СССР группу лётчиков и авиационных механиков для участия в боевых действиях против Германии. 12 ноября 1942 года СНК СССР утвердил постановление № 1806-850сс «О соглашении между командованием ВВС Красной Армии и Военным командованием сражающейся Франции об участии французских частей ВВС в операциях в Советском Союзе»». 25 ноября 1942 года было подписано советско-французское соглашение о формировании на территории СССР французской авиационной эскадрильи. Эскадрилья была сформирована 1 сентября 1942 года в городе Раяк (Ливан). По предложениям личного состава новой войсковой части было присвоено наименование «Нормандия», в честь французской провинции. Так возникла французская истребительная авиационная эскадрилья, преобразованная впоследствии в полк «Нормандия — Неман», чья боевая слава облетела весь мир.
8 ноября 1942 года американцы и британцы высадились в Марокко и Алжире. Войска режима Виши к этому моменту были деморализованы и не оказали организованного сопротивления. Американцы и британцы одержали быструю победу с минимальными потерями в течение нескольких дней. Французские силы в Северной Африке перешли на их сторону. К январю 1943 года Свободные французские силы завоевали весь Феццан.
В Свободных французских силах энтузиазм и патриотизм военнослужащих были настолько высоки, что офицеры вынуждены были закрывать глаза на мелкие провинности. Так, по свидетельству Пьера Клостерманна, один из командиров раскритиковал нескольких солдат за то, что те явились на смотр войск в жёлтых портянках и жёлтых свитерах под униформой, в ответ на что те воскликнули: «Мы гражданские лица и мы отправились добровольцами на ту войну, которую не хотят вести военные!».
1 августа 1943 года Свободные французские силы были реорганизованы: в Африке осталась Африканская армия под командованием Анри Жиро, а для действий в Европе была сформирована Французская армия освобождения.
В сентябре 1943 года подразделения Свободных французских сил принимали участие в десантной операции союзников на острове Корсика.
В декабре 1943 года в составе союзных сил Французский экспедиционный корпус под командованием генерала Жуэна высадился в Италии.
С 31 июля 1944 года в Нормандии начала высаживаться 2-я французская бронетанковая дивизия под командованием генерала Леклерка. Она подчинялась американскому командованию. 25 августа 1944 г. эта дивизия первой вошла в Париж.
Но самая крупная французская группировка — «Армия Б» (переименованная 25 сентября 1944 г. в 1-ю французскую армию) — была подготовлена для высадки в Южной Франции, которая была осуществлена 15 августа 1944 года. В дальнейшем эта армия сражалась на юго-западе Германии, конец войны она встретила в Тироле.

## Состав вооружённых сил
Согласно данным французского историка Жана-Франсуа Мураччоля, специалиста по истории французского Движения Сопротивления, в Свободных французских силах служили около 73300 человек. Цифра основана на данных, полученных с лета 1940 по лето 1943 года. Из этих 73300 человек:
- 50000 несли службу в сухопутных войсках;
- 12500 в военно-морском флоте;
- 3200 в военно-воздушных силах;
- 5700 в резерве;
- 1900 в штабах местных комитетов по освобождению Франции.

По национальному составу разделение было следующим: 39300 человек были французами, 30 тысяч были родом из французских колоний (преимущественно франкоязычные африканцы) и 3800 человек были иностранцами по происхождению (сюда же относятся военнослужащие Иностранного легиона).
Согласно отчёту от 30 октября 1942, в армии насчитывалось примерно 61670 человек, из них 20200 пехотинцев и 20000 солдат специальных войск (преимущественно ливанцев). По состоянию на май 1943 года, по данным Жана-Луи Кремьё-Бриляка, насчитывалось 79600 человек в составе сухопутных войск, из них около 21500 ливанского и сирийского происхождения, около 2000 человек из Северной Палестины и 650 военных из штаб-квартиры в Лондоне. По данным Франсуа Броша, члена совета администрации Фонда Свободной Франции, насчитывалось максимум 53 тысячи солдат в армии, из которых было около 32 тысяч жителей колоний (не являлись гражданами Франции в 1940 году), 16 тысяч французов и около 5 тысяч иностранцев (в том числе и военнослужащих иностранного легиона). Со своей стороны, Анри Экошар, ветеран Свободных французских сил, насчитал 54500 человек.
В январе 1943 Свободные Французские силы и Африканская армия генерала Жиро были преобразованы во Французскую Освободительную Армию.
В сентябре 1944 армия насчитывала 560 000 солдат, а также 400 000 солдат внутренней армии.
К маю 1945 Французская Освободительная Армия насчитывала 1 350 000 солдат.

## Известные командующие

### Высший командный состав
- Жорж Катру, генерал армии (июнь 1940)
- Поль Лежентилём, бригадный генерал (1938), генерал дивизии (1941), генерал корпуса (март 1943)
- Эмиль Мюзелье, вице-адмирал (октябрь 1939)
- Адольф Сисе, военный врач, генерал (1939), генеральный инспектор санитарной службы (июль 1942)

### Прочие командиры
- Жорж Тьерри д’Аргенльё, капитан 3 ранга (февраль 1940), капитан 2 ранга (июль 1940), капитан 1 ранга (декабрь 1941), контр-адмирал (июль 1943), вице-адмирал (декабрь 1944)
- Филипп Обойно, капитан 2 ранга (июнь 1940), контр-адмирал (апрель 1942), вице-адмирал (декабрь 1945)
- Шарль Бапст
- Поль Бейне
- Пьер Бийот, капитан (декабрь 1936), лейтенант-полковник (декабрь 1941), полковник (декабрь 1942), бригадный генерал (сентябрь 1944)
- Диего Броссе, лейтенант-полковник (декабрь 1940), бригадный генерал (август 1943), генерал дивизии (сентябрь 1944)
- Альфред Казо, лейтенант-полковник (июнь 1940), бригадный генерал (октябрь 1941), генерал дивизии (февраль 1945)
- Жорж Шадебек де ла Лавалад
- Филибер Колле, командир (1938), бригадный генерал (август 1941), генерал дивизии (ноябрь 1944)
- Пьер Гарбей, капитан (1938), командир (сентябрь 1940), лейтенант-полковник (декабрь 1941), полковник (июнь 1944), бригадный генерал (ноябрь 1944)
- Филипп Леклерк, капитан (декабрь 1940), командир (июль 1940), полковник (ноябрь 1940), бригадный генерал (август 1941-апрель 1942), генерал дивизии (май 1943), генерал корпуса (май 1945), посмертно маршал Франции
- Мари-Пьер Кёниг, капитан (июль 1940), бригадный генерал (июль 1941), генерал дивизии (май 1943), генерал корпуса (июнь 1944), посмертно маршал Франции
- Эдгар де Лармина, полковник (март 1940), бригадный генерал (июль 1941), генерал дивизии (сентябрь 1942)
- Пьер Лелон
- Жозеф Маньян
- Рауль Магран-Вернерей, он же Ральф Монклар, лейтенант-полковник (июнь 1938), полковник (июнь 1940), бригадный генерал (декабрь 1941)
- Пьер Маршан
- Рене Маршан
- Зиновий Пешков, командир (февраль 1923), полковник (конец 1941), бригадный генерал (апрель 1944)
- Эрнест Пети
- Мартиаль Валан, командир (1938), бригадный генерал авиации (август 1941), генерал воздушного корпуса (1945)